# Osleidys Menéndez
Osleidys Menéndez, född den 14 november 1979, kubansk spjutkastare. 
Menéndez genombrott kom när hon blev världsmästare för juniorer 1998. Hon deltog vid VM 1999 i Sevilla där hennes 64,61 räckte till en fjärde plats. Vid Olympiska sommarspelen 2000 i Sydney slutade hon på tredje plats efter ett kast på 66,18.
Under 2001 blev hon den första kastaren som kastade längre än 70 meter när hon med ett kast på 71,54 slog Trine Hattestads världsrekord. Samma år blev hon även världsmästare då hon kastade 69.53 vid VM i Edmonton. 
Vid VM i Paris 2003 misslyckades hon att försvara sitt guld då hon bara slutade på en femte plats. Hon var tillbaka som en mästare till Olympiska sommarspelen 2004 i Aten då hon vann på ett kast som mätte 71.53. Vid VM i Helsingfors blev hon för andra gången världsmästare, hennes segerkast mätte 71.70 vilket var innebar ett nytt världsrekord. Rekordet stod sig fram tills Barbora Špotáková 2008 kastade 72,28.
Efter framgången i Helsingfors har Menéndez inte nått samma framgång hon deltog vid Olympiska sommarspelen 2008 i Peking men slutade på en sjätte plats.